# Dovyalis zeyheri
Dovyalis zeyheri là một loài thực vật có hoa trong họ Liễu. Loài này được Warb. mô tả khoa học đầu tiên.

## Hình ảnh

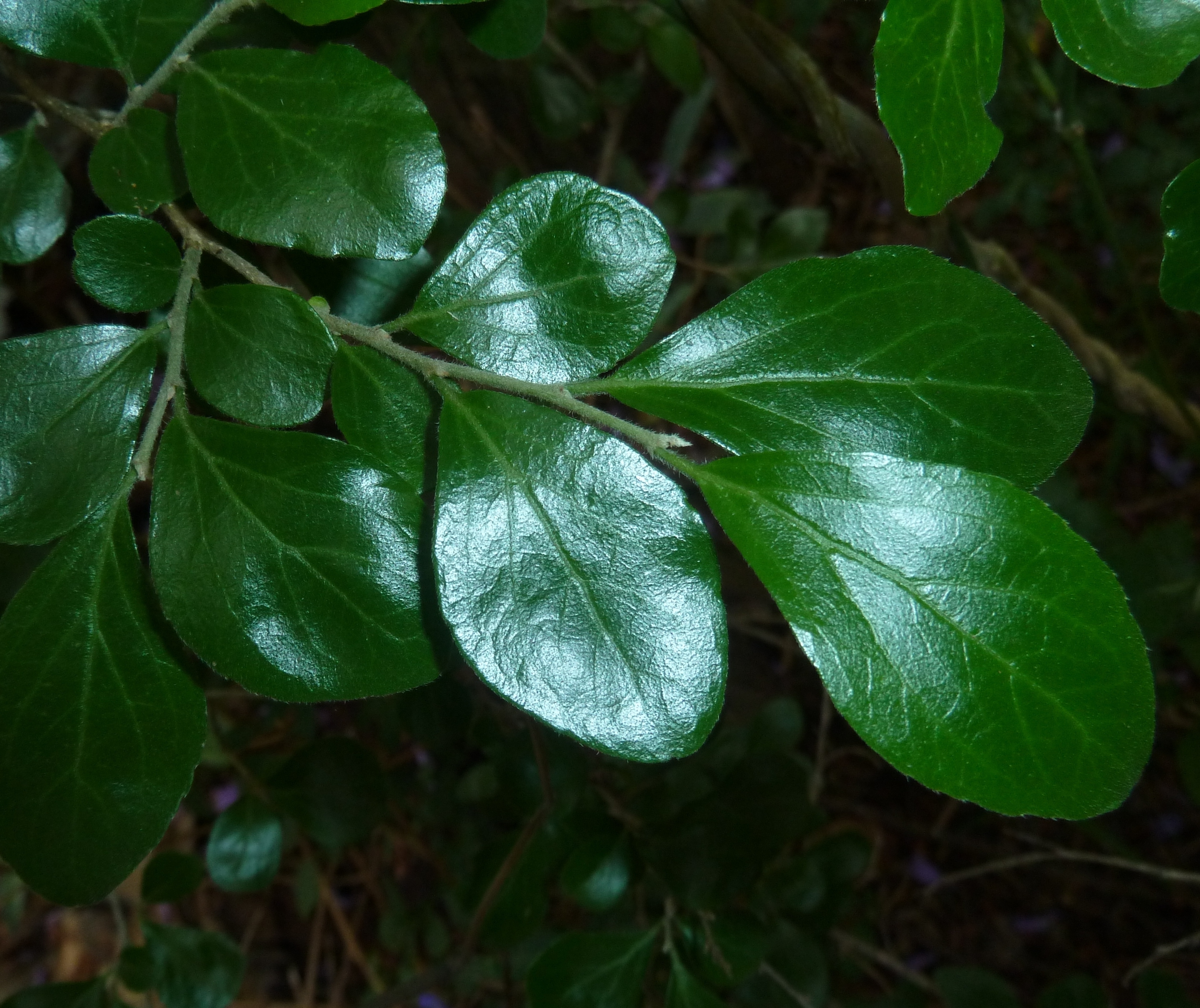
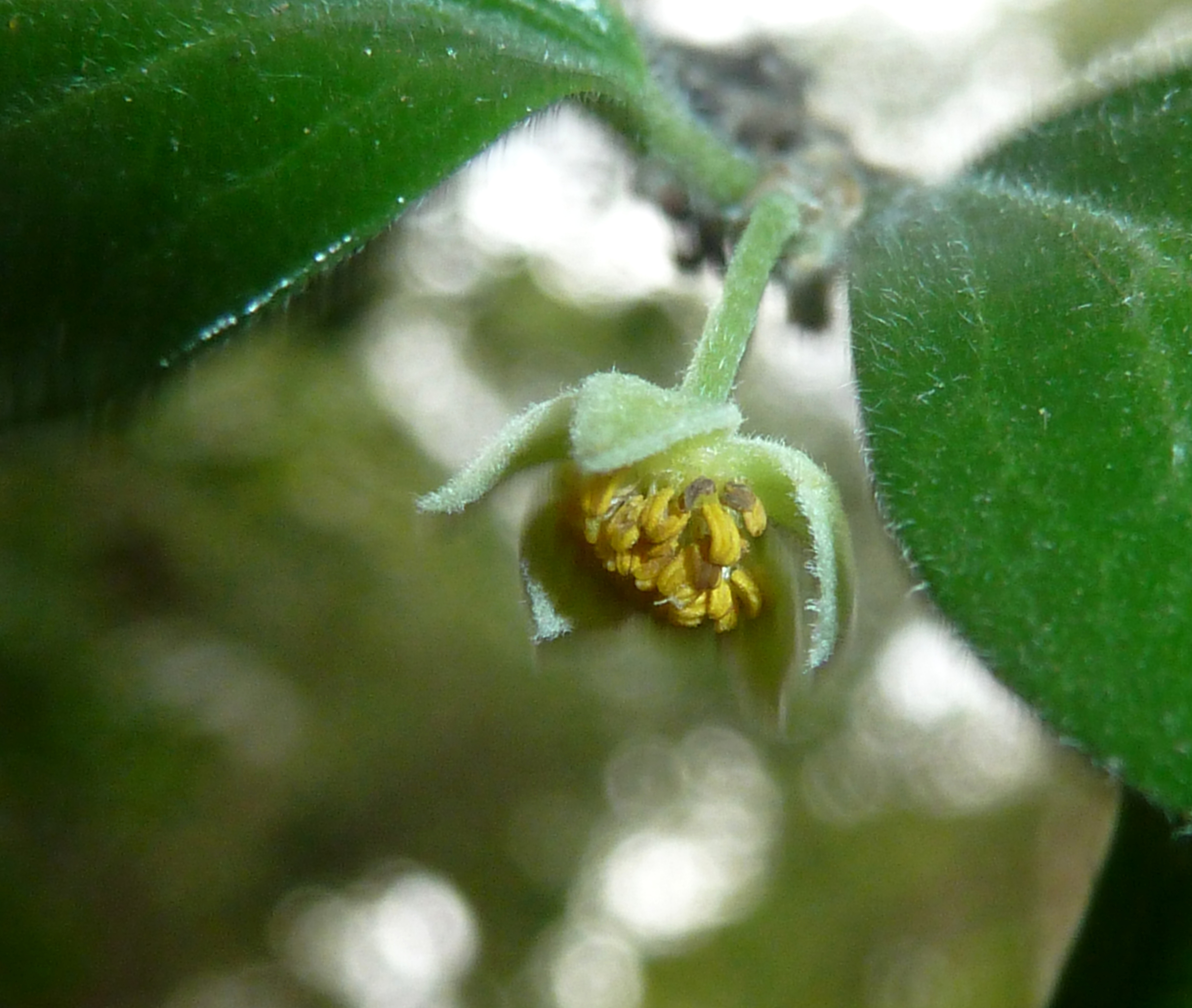
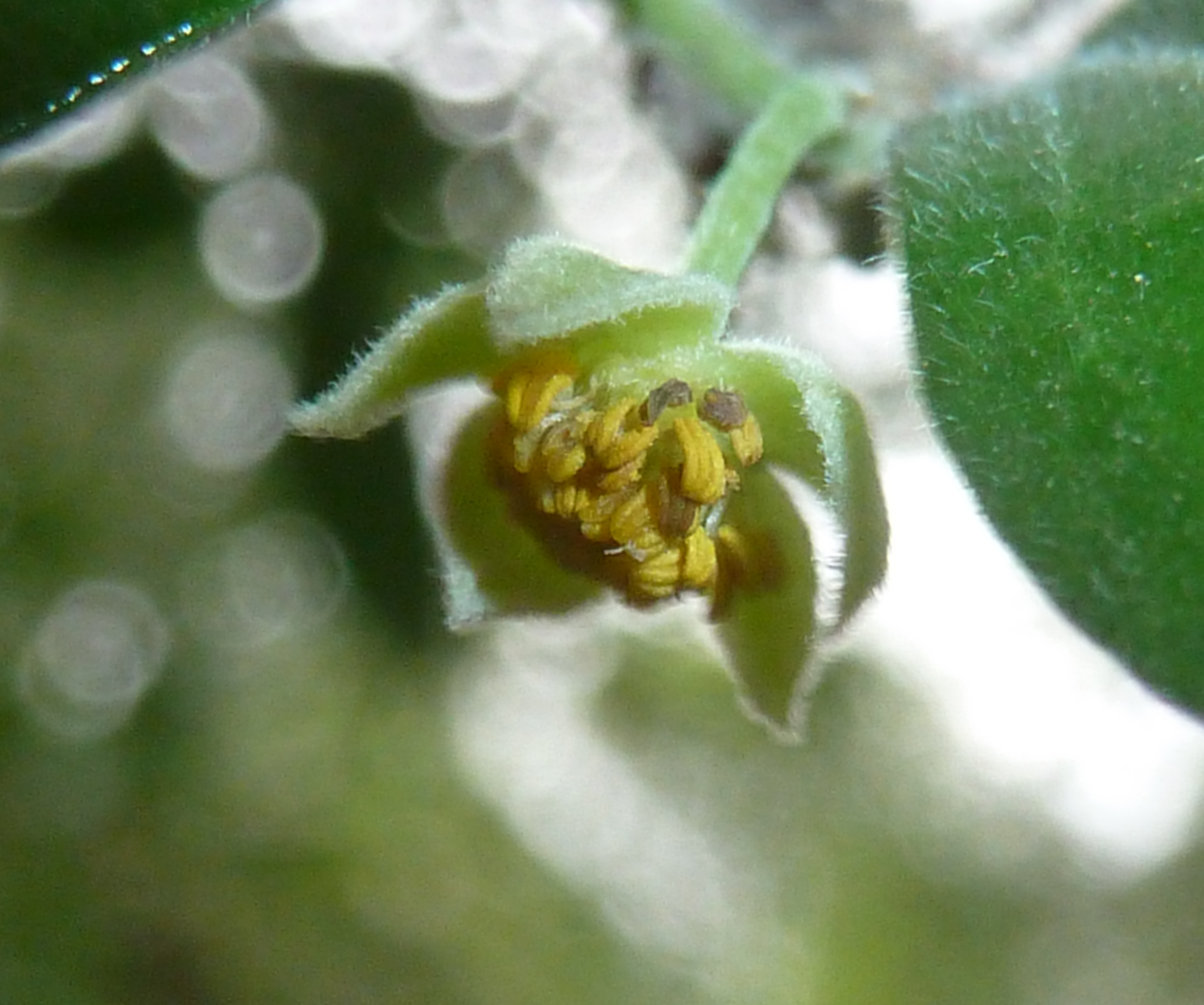
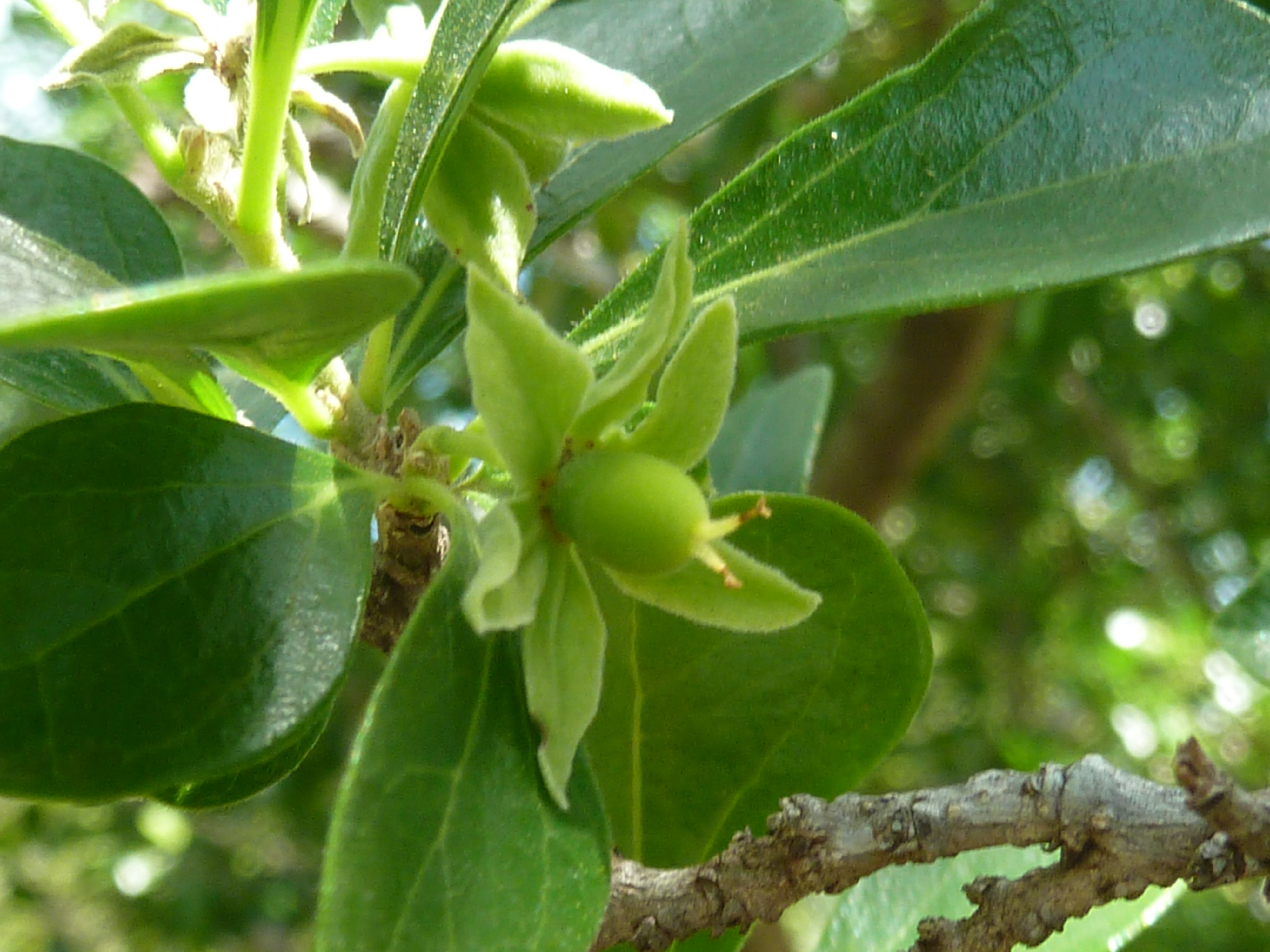